# 日野晃博
日野晃博（1968年7月20日—），日本電子遊戲製作人，電子遊戲開發商LEVEL-5總裁。

## 傳記
日野晃博于1968年7月20日出生於日本福岡縣大牟田市，在接觸《勇者鬥惡龍III 接著邁向傳說》后他便決心進入電子遊戲業界。再從福岡縣立大牟田北高等学校和計算機專科學校畢業后，日野進入了SystemSoft。1990年代早期，日野進入了現已結業的日本開發商Riverhillsoft并開始了他的電子遊戲事業。日野專門參與了PlayStation遊戲《Overblood》的開發，負責遊戲的主程序，并在之後的續作《Overblood 2》中單人主設計師與監製。日野于1998年10月和團隊成員一起成立了LEVEL-5，當時Level-5作為索尼電腦娛樂的分包商開發角色扮演遊戲。
自創立Level-5后，日野設計、規劃并監製了五部遊戲：PlayStation 2的《暗云》、《暗云编年史》、《俠盜銀河》，PlayStation Portable的《聖女貞德》和任天堂DS的《雷頓教授與不可思議小鎮》。他還監製了史克威爾艾尼克斯的《勇者斗恶龙VIII 天空、海洋、大地与被诅咒的公主》。
之後日野再次為Level-5設計和製作遊戲，這包括PlayStation 3的《白騎士物語》以及接下來的兩部雷顿教授遊戲——《雷頓教授與惡魔之箱》和《雷頓教授與最後的時間旅行》，此外還有任天堂DS平臺的《閃電十一人》。之後日野監製了任天堂DS平臺的《勇者斗恶龙IX 星空的守护者》，這也是他的工作室第二次和電子角色扮演遊戲巨頭史克威爾艾尼克斯合作。

## 作品

### PlayStation
- OverBlood（英语：OverBlood）（1996） － 主程序師
- OverBlood 2（英语：OverBlood 2）（1998） － 主設計師，編劇，總監

### PlayStation 2
- 暗云（2000） － 主設計師，編劇，製作人
- 暗云编年史（2002） － 主設計師，編劇，製作人
- 勇者斗恶龙VIII 天空、海洋、大地与被诅咒的公主（2004） － 總監
- 俠盜銀河（2005） － 主設計師，編劇，製作人，總監
- Rogue Galaxy: Director's Cut（2007） － 主設計師，編劇，製作人，總監

### PlayStation Portable
- 聖女貞德（2006） － 主設計師，編劇，製作人
- Mobile Suit Gundam AGE（英语：Mobile Suit Gundam AGE (video game)）（2012） － 主設計師，編劇，製作人

### 任天堂DS
- 雷頓教授與不可思議城鎮（2007） － 主設計師，編劇，製作人
- 雷頓教授與惡魔之箱（2007） － 主設計師，編劇，製作人
- 閃電十一人（2007） － 主設計師，編劇，製作人
- 雷頓教授與最後的時間旅行（2008） － 主設計師，編劇，製作人
- 勇者斗恶龙IX 星空的守护者（2009） － 製作人
- 閃電十一人2 威脅的侵略者（2009）－ 主設計師，編劇，製作人
- 雷頓教授與魔神之笛（2009） － 主設計師，編劇，製作人
- 閃電十一人3 挑戰世界！！（2010）－ 主設計師，編劇，製作人

### 任天堂3DS
- 雷頓教授與奇蹟假面（2011） － 主設計師，編劇，製作人
- 幻想生活（2012） － 製作人
- 妖怪手表（2013） － 编剧，企划，製作人
- 妖怪手表2（2014） － 製作人

### PlayStation 3
- 白騎士物語（2008） － 主設計師，編劇，製作人，總監
- 第二國度 白色聖灰的女王（2011） － 作者

### 电视动画
- 閃電十一人 （2008年-2011年）企画・总監修・故事原案
- 紙箱戰機 （2011年-）企画・总監修・故事原案・劇本
- 閃電十一人GO （2011年-2012年）企画・总監修・故事原案・劇本
- 機動戰士GUNDAM AGE （2011年-2012年）故事・系列構成・劇本
- 閃電十一人GO 时空之石 （2012年-）企画・总監修・故事原案
- 閃電十一人GO 銀河
- 閃電十一人 戰神的天秤（2018年）劇本
- 妖怪手錶（2014-2017年）

- 妖怪手錶 光影之卷（2017-2018年）
- 妖怪手錶！（2019年）
- 妖怪手錶♪（2021-現在）

### 劇場动画
- 創世紀傳說 世界的彼方 （2012年）特別協力
- 第二國度（2019年）原案・劇本

## 出演
- 福岡恋愛白書Part6：饰演本人（友情出演）

## 外部連結
- 日野晃博的X（前Twitter）
- 日野晃博在互联网电影资料库（IMDb）上的資料（英文）